# Geschützter Landschaftsbestandteil Feuchtgebiet Kaisberg

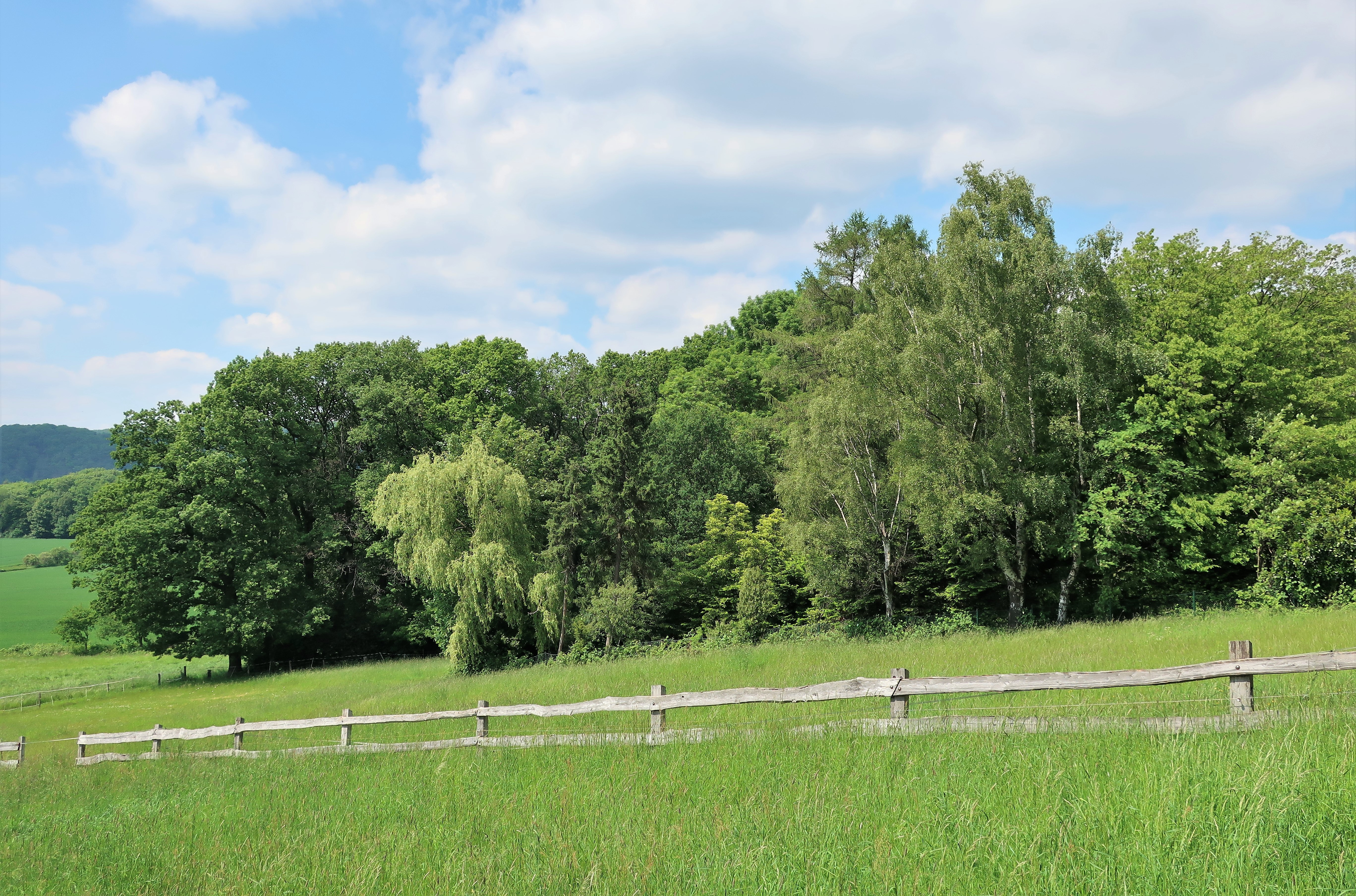
Geschützter Landschaftsbestandteil Feuchtgebiet Kaisberg

Der Geschützte Landschaftsbestandteil Feuchtgebiet Kaisberg mit einer Flächengröße von 2,1 ha liegt auf dem Gebiet der kreisfreien Stadt Hagen in Nordrhein-Westfalen. Der LB wurde 1994 mit dem Landschaftsplan der Stadt Hagen vom Stadtrat von Hagen ausgewiesen.

## Beschreibung
Beschreibung im Landschaftsplan: „Der Landschaftsbestandteil erstreckt sich am südwestlichen bewaldeten Hangfuß des Kaisberges und umfaßt eine Bachquelle mit anschließendem Bachlauf, Kleingewässer und Sumpfzonen, alte Laubholzbestände sowie den oberhalb der Quelle stockenden Forst.“

## Schutzzweck
Laut Landschaftsplan erfolgte die Ausweisung „zur Sicherung der Leistungsfähigkeit des Naturhaushalts durch Erhalt eines Feuchtbiotops als Lebensraum insbesondere für bedrohte Tier- und Pflanzenarten der Quell- und Sumpfzonen mit ihren charakteristischen Lebensgemeinschaften“.